# Chaumes-en-Retz
Pour les articles homonymes, voir Chaume.
Chaumes-en-Retz [ʃom ɑ̃ ʁɛ]  est, depuis le 1er janvier 2016, une commune nouvelle française née de la fusion des communes d'Arthon-en-Retz et Chéméré dans le département de Loire-Atlantique, en région Pays de la Loire.

## Géographie
La commune nouvelle de Chaumes-en-Retz a une superficie de 76,55 km2. Son chef-lieu est situé dans l'ancien hôtel de ville de Arthon-en-Retz.
| Saint-Viaud Saint-Père-en-Retz | Frossay         | Vue                       |
| Chauvé                         | Chaumes-en-Retz | Rouans                    |
| Pornic                         |                 | Saint-Hilaire-de-Chaléons |

Les deux bourgs d'Arthon et de Chéméré situés au sud de la commune sont presque mitoyens, séparés par quelques terres agricoles. Deux villages importants se trouvent également sur la partie arthonaise de la commune : La Sicaudais au nord et Haute-Perche à l'ouest, en limite de la commune de Chauvé.

### Climat
Pour des articles plus généraux, voir Climat des Pays de la Loire et Climat de la Loire-Atlantique.
En 2010, le climat de la commune est de type climat océanique franc, selon une étude du CNRS s'appuyant sur une série de données couvrant la période 1971-2000. En 2020, Météo-France publie une typologie des climats de la France métropolitaine dans laquelle la commune est exposée à un climat océanique et est dans la région climatique  Bretagne orientale et méridionale, Pays nantais, Vendée, caractérisée par une faible pluviométrie en été et une bonne insolation. 
Pour la période 1971-2000, la température annuelle moyenne est de 12,3 °C, avec une amplitude thermique annuelle de 13 °C. Le cumul annuel moyen de précipitations est de 801 mm, avec 12,7 jours de précipitations en janvier et 6,3 jours en juillet. Pour la période 1991-2020, la température moyenne annuelle observée sur la station météorologique de Météo-France la plus proche, « Saint-Même-le-Tenu », sur la commune de Machecoul-Saint-Même à 16 km à vol d'oiseau, est de 12,7 °C et le cumul annuel moyen de précipitations est de 866,4 mm,. Pour l'avenir, les paramètres climatiques de la commune estimés pour 2050 selon différents scénarios d'émission de gaz à effet de serre sont consultables sur un site dédié publié par Météo-France en novembre 2022.

## Urbanisme

### Typologie
Au 1er janvier 2024, Chaumes-en-Retz est catégorisée bourg rural, selon la nouvelle grille communale de densité à sept niveaux définie par l'Insee en 2022.
Elle appartient à l'unité urbaine de Chaumes-en-Retz, une unité urbaine monocommunale constituant une ville isolée,. Par ailleurs la commune fait partie de l'aire d'attraction de Nantes, dont elle est une commune de la couronne,. Cette aire, qui regroupe 116 communes, est catégorisée dans les aires de 700 000 habitants ou plus (hors Paris),.

## Toponymie
Le nom de Chaumes-en-Retz a été choisi  par le conseil municipal  des deux communes fondatrices (Arthon-en-Retz et Chéméré), en référence à la pierre de Chaume, un mélange de calcaire et d’argile se trouvant dans le sous-sol des deux communes. Durant la Révolution française, en 1791, il fut aussi projeté de fusionner les deux paroisses en une seule qui aurait dû être baptisée Chaumes-Debec, afin de parer au manque de prêtres dont beaucoup, hostiles à la constitution civile du clergé, étaient devenus réfractaires.

## Histoire
La commune de Chaumes-en-Retz est née le 1er janvier 2016, du rapprochement d'Arthon-en-Retz et Chéméré, sous le régime de la commune nouvelle. Ces dernières sont devenues des communes déléguées de la nouvelle collectivité, conformément aux souhaits des conseils municipaux respectifs, émis le 9 novembre 2015 : 26 voix pour et 1 contre à Arthon et 16 voix pour, 2 contre et 1 abstention à Chéméré,, décision entérinée par arrêté préfectoral du 14 décembre 2015.

## Politique et administration
Selon l'arrêté préfectoral du 14 décembre 2015, le chef-lieu de la commune nouvelle est fixé à la mairie d'Arthon-en-Retz.

### Liste des maires
| Période         | Période     | Identité        | Étiquette | Qualité                                                                          |
| --------------- | ----------- | --------------- | --------- | -------------------------------------------------------------------------------- |
| 10 janvier 2016 | 26 mai 2020 | Georges Leclève | DVG       | Enseignant, vigneron à la retraite Ancien maire de Chéméré (2014 → 2015)         |
| 26 mai 2020     | En cours    | Jacky Drouet    | DVG       | Ingénieur en géomatique 3e vice-président de Pornic Agglo Pays de Retz (2024 → ) |

### Communes déléguées
| Nom                    | Code Insee | Intercommunalité | Superficie (km2) | Population (dernière pop. légale) | Densité (hab./km2) |
| ---------------------- | ---------- | ---------------- | ---------------- | --------------------------------- | ------------------ |
| Arthon-en-Retz (siège) | 44005      | CC de Pornic     | 39,24            | 4 031 (2013)                      | 103                |
| Chéméré                | 44040      | CC de Pornic     | 37,31            | 2 472 (2013)                      | 66                 |

### Intercommunalité
Jusque dans le courant du mois de janvier 2016, alors que les communes fondatrices d'Arthon-en-Retz et de Chéméré qui étaient membres de communautés de communes différentes (la communauté de communes de Pornic pour Arthon et communauté de communes Cœur Pays de Retz pour Chéméré), la commune nouvelle doit décider avant le 31 janvier auprès de quelle intercommunalité elle souhaite adhérer. Lors de son premier conseil municipal, le 10 janvier 2016, la commune de Chaumes-en-Retz opte pour la communauté de communes de Pornic. Le 20 décembre 2016, par arrêté préfectoral du 6 octobre 2016, la commune de Chaumes-en-Retz intègre donc provisoirement dans son intégralité à la Communauté de communes de Pornic.
En effet, après plusieurs mois de négociations, les deux communautés de communes de Pornic et de Cœur Pays de Retz ont décidé leur fusion le 13 juin 2016 au sein d'une communauté d'agglomération baptisée Pornic Agglo Pays de Retz qui verra le jour dès le 1er janvier 2017. Au regard de la population et de la superficie, Chaumes-en-Retz occupera la deuxième place au sein de cette nouvelle intercommunalité après Pornic et devant Sainte-Pazanne.

## Démographie

### Évolution démographique
L'évolution du nombre d'habitants est connue à travers les recensements de la population effectués dans la commune depuis sa création.

En 2022, la commune comptait 7 288 habitants, en évolution de +8,92 % par rapport à 2016 (Loire-Atlantique : +6,68 %, France hors Mayotte : +2,11 %).
| 2014  | 2019  | 2022  |
| ----- | ----- | ----- |
| 6 595 | 6 895 | 7 288 |

Selon le classement établi par l'Insee, Chaumes-en-Retz est une ville isolée qui fait partie de l'aire urbaine et de la zone d'emploi de Nantes et du bassin de vie de Sainte-Pazanne. Toujours selon l'Insee, en 2010, la répartition de la population sur le territoire de la commune était considérée comme « peu dense » : 89 % des habitants résidaient dans des zones « peu denses » et 11 % dans des zones « très peu denses ».

## Culture locale et patrimoine

### Lieux et monuments
- Église Saint-Jean-Baptiste de Chéméré
- Église Saint-Martin d'Arthon-en-Retz
- Château du Bois-Rouaud
- Château de Pierre-Levée

### Personnalités liées à la commune
- Capucine Coudrier, féministe et créatrice de contenus[23]